# Park Se-yeong
Park Se-yeong, né le 26 juillet 1993, est un patineur de vitesse sur piste courte sud-coréen.

## Biographie
Il commence le patinage de vitesse sur piste courte à l'âge de sept ans, par hasard : ses parents croient l'inscrire au club de patinage artistique. Sa grande sœur est la short-trackeuse Park Seung-hi, qui participe seule aux Jeux olympiques de Vancouver et avec lui aux Jeux olympiques de Sotchi.

## Carrière
En 2012 et en 2013, il est champion du monde junior au classement général.
En 2014, il participe aux Jeux olympiques de Sotchi.
En 2015, il remporte le titre du 1 000 mètres aux Championnats du monde, se classant deuxième au classement général. 
En 2017, il arrive en 6e position du 1000 mètres en coupe du monde.

## Palmarès

### Championnats du monde
| Épreuve / Édition | Montréal 2014 | Moscou 2015 | Séoul 2016 |
| 1000 m            | Bronze        | Or          | 11e        |
| 1500 m            | Bronze        | 4e          | Bronze     |
| 3000 m            | 4e            | Argent      | Argent     |
| Relais 5 000 m    | Argent        | 4e          | Bronze     |
| Général           | 5e            | Argent      | 4e         |